# HIV/AIDS tại Thái Lan
Kể từ khi HIV/AIDS lần đầu tiên được báo cáo ở Thái Lan vào năm 1984, khoảng 1.115.415 người trưởng thành bị nhiễm vào năm 2008, với 585.830 người đã chết từ năm 1984. Khoảng 532.522 người Thái đang sống với HIV/AIDS trong năm 2008. Năm 2009, tỷ lệ hiện nhiễm HIV ở người trưởng thành là 1,3%. Vào năm 2009, Thái Lan có tỷ lệ hiện nhiễm HIV cao nhất ở Châu Á.
Báo cáo năm 2011 của Chương trình Phối hợp của Liên hợp quốc về HIV/AIDS (UNAIDS) đã xác định Thái Lan trong mười một quốc gia ở Châu Á Thái Bình Dương có số người nhiễm HIV cao nhất trên thế giới.

## Lịch sử và tỷ lệ nhiễm HIV/AIDS
Sau khi trường hợp nhiễm HIV/AIDS đầu tiên ở Thái Lan được báo cáo vào năm 1984, tỷ lệ mắc bệnh tăng lên đều đặn trong nước. Thông tin về tỷ lệ hiện mắc AIDS ở Thái Lan ban đầu đã bị trấn áp do mối quan tâm ảnh hưởng đến nền kinh tế của ngành du lịch.
Theo Avert, Thái Lan có tỷ lệ nhiễm HIV cao thứ hai ở châu Á năm 2002, với tỷ lệ 1,8%.
Vào năm 2011, người tiêm chích ma túy ở Thái Lan là những người có nguy cơ nhiễm HIV cao nhất, từ 40.000-97.300.

## Diễn biến
Một số yếu tố đưa Thái Lan có nguy cơ tái phát bệnh HIV/AIDS là nhận thức về tình trạng HIV thấp. Chẳng hạn, theo một nghiên cứu năm 2006 của UNAIDS, 80% MSM (nam có quan hệ tình dục với nam) dương tính với HIV chưa bao giờ được thử nghiệm hoặc nghĩ rằng họ không nhiễm HIV. Theo Tổ chức Y tế Thế giới, Thái Lan có gánh nặng bệnh cao, năm 2005 có 63 trường hợp mới trên 100.000 người.

## Nghiên cứu
Các Trung tâm Kiểm soát và Phòng ngừa Bệnh tật Hoa Kỳ (CDC) đã tiến hành một nghiên cứu hợp tác với Bộ Y tế Công Cộng Thái Lan để xác định hiệu quả của việc cung cấp cho những người tiêm chích ma tuý bất hợp pháp với liều thuốc Tenofovir như là một biện pháp phòng ngừa hằng ngày. Kết quả của nghiên cứu này đã được công bố vào giữa tháng 6 năm 2013 và cho thấy tỷ lệ mắc bệnh của nhóm đối tượng này đã giảm 48,9%. Các nhà nghiên cứu chính của nghiên cứu đã nêu trong tạp chí y khoa của Lancet: "Giờ đây chúng ta biết rằng dự phòng trước phơi nhiễm có thể là một lựa chọn quan trọng cho dự phòng HIV ở những người có nguy cơ lây nhiễm cao, dù là do lây truyền qua đường tình dục hay tiêm chích ma tuý".
Một nghiên cứu do AIDS Care tiến hành đã điều tra việc sử dụng chất gây nghiện trong số những người hành nghề mại dâm ở Bangkok, Thái Lan.